# Hong Kong Challenger 1991
L'Hong Kong Challenger 1991 è stato un torneo di tennis facente parte della categoria ATP Challenger Series nell'ambito dell'ATP Challenger Series 1991. Il torneo si è giocato a Hong Kong in Hong Kong dal 9 al 15 dicembre 1991 su campi in cemento.

## Vincitori

### Singolare
Bernd Karbacher ha battuto in finale  Greg Rusedski con il punteggio di 6–2, 3–6, 6–1

### Doppio
Luke Jensen /  Murphy Jensen hanno battuto in finale  Mike Briggs /  Trevor Kronemann per walkover